# Neodesha
Neodesha [niːˈoʊdəʃeɪ] är en ort i Wilson County i Kansas. Vid 2010 års folkräkning hade Neodesha 2 486 invånare.